# Rupert Weinstabl
Rupert Weinstabl, född 20 november 1911 i Leopoldsdorf, död 7 september 1953, var en österrikisk kanotist.
Weinstabl blev olympisk silvermedaljör i C-2 1000 meter vid sommarspelen 1936 i Berlin.